# Canidole Piccola
Canidole Piccola (in croato Male Srakane) è un'isola della Croazia che fa parte dell'arcipelago delle isole Quarnerine ed è situata a sudest della punta meridionale della penisola d'Istria. Assieme a Canidole Grande compone le isole Canidole.
Amministrativamente appartiene alla città di Lussinpiccolo, nella regione litoraneo-montana.

## Geografia
Situata nella parte meridionale del Quarnaro, tra Unie e Sansego, Canidole Piccola si trova 38,5 km a sudest dell'Istria e 2,2 km a ovest dell'isola di Lussino. Il canale di Unie la separa da Lussino, mentre è lo stretto Bocca di Slapich (prolaz Žaplić), largo meno di 200 m, a separarla da Canidole Grande.
Canidole Piccola si sviluppa in direzione nordovest-sudest per 1,5 km e raggiunge una larghezza massima di 550 m; la sua superficie è di 0,605 km².
Canidole Piccola ha una forma irregolare con alcuni piccoli promontorii tutt'attorno all'isola che formano altrettante piccole insenature. Al centro, l'isola raggiunge la sua elevazione massima di 40,1 m s.l.m. Le coste si sviluppano per 3,92 km.
Sull'isola si trova il piccolo insediamento omonimo che, al censimento del 2011, contava 2 soli abitanti.

## Isole adiacenti
- Silo[12] (Šilo) o scoglio Canidole[3] è un piccolo scoglio, posto 315 m[13] a sudest di Canidole Piccola, che misura 75 m[14] di lunghezza. (44°33′30.7″N 14°20′37.6″E)